# 冤冤相报
冤冤相报或以牙还牙是一種非形式謬誤，主張某個錯誤可由另一個錯誤抵消或修正。而反駁此谬误的谚语则是冤冤相报何時了或以牙还牙不可取（英語：Two wrongs don't make one right）。冤冤相报被视为是西方哲学中最常见的谬误之一。
你也一样是冤冤相报的特殊形式。

## 示例
例一

甲：「你不能偷雇主的錢，這是違法的！」

乙：「我的雇主逃稅，這也是違法的！」

如果乙相信应当守法，那他未说明的前提就是，只要另一方也违法了，违法或犯错就是合理的；如果乙相信用违法来惩罚违法者是合理的，那乙就没有犯任何逻辑谬误。无法根据以上对话判断乙到底相信哪种观点。
例二

甲：「丙总统在国会证词中撒了谎。他不该这么做。」

乙：「可你忽略了丁总统也在他的国会证词中撒谎这个事实。」

即使丁总统在他的国会证词中撒谎了，这也无法作为丙总统可以这么做的先例。这最多只能论证在丙总统这个方面并不比丁总统要差。对冤冤相报谬误的援引导致了有争议的撒谎问题受到了忽略。（参见“那又怎么说”论）。

## 批评
格雷戈里·S·卡夫卡（英語：Gregory S. Kavka）在学术期刊《商业伦理》中撰文批评了“冤冤相报”一词在商业伦理领域中的普遍使用。他参考了托马斯·霍布斯关于應報理論的哲学概念，并提到如果某个被认为是道德标准或社会通行规则的事物在社会中遭到足够的违反，那么社会中的个人或群体也可以违反该标准或规则，因为这样可以避免他们受到不公平的不利影响。此外，如果是作为对其他违反社会规则行为的直接回应，违反社会规则在特定情况下可以被辩护——例如剥夺他人财产是错误的，但从一开始就侵占他人财产的犯罪分子手中夺回财产则是正确的。卡夫卡亦提到，人们应当小心，不要将这种模糊性用作不负责任地违反道德规则的借口。

## 外部連結
- （英文）Logical Fallacy: Two Wrongs Make a Right（页面存档备份，存于）